# アウリスのイピゲネイア
『アウリスのイピゲネイア』（—イーピゲネイア、希: Ἰφιγένεια ἐν Αὐλίδι, Iphigeneia en Aulidi、羅: Iphigenia Aulidensis）は、古代ギリシアのエウリーピデースによるギリシア悲劇の1つ。
紀元前408年からエウリーピデース死去の紀元前406年の間に書かれ、最初は『バッコスの信女』、エウリーピデースの子もしくは甥の小エウリーピデース作『コリントスのアルクマイオーン』とともに三部作として上演され、アテーナイのディオニューシア祭で優勝している。
『アウリスのイーピゲネイア』は、トロイア戦争ギリシア軍総大将のアガメムノーンを狂言回しとする。アガメムノーンが娘イーピゲネイアを生贄にささげると決意したのは、女神アルテミスの怒りを和らげて船団を出発させ、対トロイア戦で自軍の名誉を保つためであり、イーピゲネイアの運命を巡ってアガメムノーンとアキレウスは対立する。
主要な登場人物を描く際、エウリーピデースは劇的効果を狙ってイロニーを多用している。

## 背景
ギリシア軍は、トロイアへの出航準備を済ませてボイオーティア地方のアウリス港で待機していたが、風がぴたりと止んだため果たせずにいた。カルカースに占わせた結果、これは単なる気象異常ではなく、女神アルテミスの意志によるものだと分かる。アガメムノーンが女神の逆鱗に触れたため、女神は風を止めたのである。
カルカースは将軍に、女神の怒りを和らげるためには、アガメムノーンは長女イーピゲネイアを生贄にささげなくてはならないと告げる。アガメムノーンは恐懼したが、浜に集められた兵士たちは鬱屈しており、このままでは反乱が起きる可能性が高まっていたため、決断せざるを得なくなる。アガメムノーンは、妻のクリュタイムネーストラーに伝令を送り、戦に出立する前にギリシア軍兵士のアキレウスとイーピゲネイアを結婚させると言って、娘をアウリスに呼び寄せる。

## あらすじ
劇の冒頭、生贄の件について考え直したアガメムノーンは、妻に再び手紙を書き送って、最初の手紙を無視するように伝える。しかし妻のクリュタイムネーストラーは、彼の弟メネラーオスのはかりごとにより、実際に手紙を受け取ることはなかった。メネラーオスは、兄の心変わりに納得していなかったのである。
トロイ王子パリスと逃避行に及んだメネラーオスの妻ヘレネーを奪還するのが戦争の主目的であったが、メネラーオスにとっては単に個人的な打撃だけでは済まない事態であった。兵卒が予言に気づき、自軍の将軍が兵士としての誇りより家族を選んだと知れば、反逆、ひいてはギリシア指導者の地位失脚につながる恐れを感じていたからである。
兄弟はこの問題について議論し、表面的には和解した。メネラーオスは、姪を見殺しにするよりはギリシア軍を解散させる方がよいと考えるようになったが、アガメムノーンは犠牲を払わなければ兵卒がアルゴスの自城を襲って家族全滅させられるだろうと恐れ、生贄の決心を固めていた。この段階でクリュタイムネーストラーはすでに、イーピゲネイアとオレステースの姉弟を連れてアウリスに向けて旅の途上にあり、事態は混迷を深めてゆく。
イーピゲネイアは、ギリシア軍の偉大な英雄との結婚をほのめかされて胸をときめかせていた。しかし彼女ら母娘と花婿候補は、すぐに真実に気づかされた。アガメムノーンの策略に利用されて激怒したアキレウスは最初、罪のない少女を救うことよりも自分自身の名誉に重きを置いて、イーピゲネイアを救うと誓う。しかし彼が生贄に反対してギリシア軍を動かそうとして初めて、自分直属のミュルミドーン部隊をはじめ「全ギリシア軍」が、アガメムノーンの生贄実行を望んでいることに気づき、辛うじて石打ちから逃がれる。
クリュタイムネーストラーとイーピゲネイアは、考え直すようアガメムノーンを説得しようとしたが、アガメムノーンは他に選択肢はないと感じていた。アキレウスはイーピゲネイアを力づくで救い出そうとしていたが、イーピゲネイアは逃げ延びるすべはないことを理解しており、せんないことで自身の人生を投げ出さぬようアキレウスに懇願する。母親の抗議とアキレウスの賞賛の中、イーピゲネイアは生贄になることを承諾し、泣き叫びながら祭壇に引きずり出されていくよりもギリシア軍を救う英雄として堂々と死ぬことを望む。アルテミスにささげる賛歌に導かれてイーピゲネイアは死に赴き、母であるクリュタイムネーストラーは半狂乱に陥るが、この事件は十数年後のクリュタイムネーストラーによる夫殺し、オレステースによる母殺しへとつながってゆく。
写本を見る限り、劇の終末に伝令が現れて、イーピゲネイアは祭壇の上で鹿と入れ替わったと告げる。しかし通常これは、エウリーピデースの原作通りではないとみなされている。残された劇の断片によれば、アルテミスが現れてクリュタイムネーストラーを慰め、最終的に娘は生贄にささげられてはいないことを保証するのだが、このラストシーンが仮にあったのだとしても、現存はしていない。

## 日本語訳
- 『古典劇大系 第二卷 希臘篇（2）』 村松正俊訳、近代社、1925年
  - 『世界戯曲全集 第一卷 希臘篇』 村松正俊訳、近代社、1927年
- 『ギリシア悲劇全集 第4巻 エウリピデス篇Ⅱ』 呉茂一訳、人文書院、1960年
- 『ギリシア劇集』 呉茂一訳、新潮社、1963年
- 『ギリシャ悲劇全集Ⅳ エウリーピデース編〔Ⅱ〕』 内山敬二郎訳、鼎出版会、1978年
- 『ギリシア悲劇Ⅳ エウリピデス（下）』 呉茂一訳、ちくま文庫、1986年
  - 元版『世界古典文学全集9 エウリピデス』筑摩書房、1964年
- 『ギリシア悲劇全集9 エウリーピデースⅤ』 高橋通男訳、岩波書店、1992年
- エウリピデス『悲劇全集 5』丹下和彦訳、京都大学学術出版会〈西洋古典叢書〉、2016年